# Limiti (cognome)
Limiti è un cognome di lingua italiana.

## Varianti
Limite, Limito.

## Origine e diffusione
Cognome tipicamente panitaliano, è presente prevalentemente in Italia centro-settentrionale.
Potrebbe derivare dal termine latino limes, affine al termine limen, "confine": per questo, il cognome risulta affine a Limina e Biffi.

## Persone
- Paolo Limiti, conduttore televisivo e produttore televisivo italiano